# Anestèsia epidural

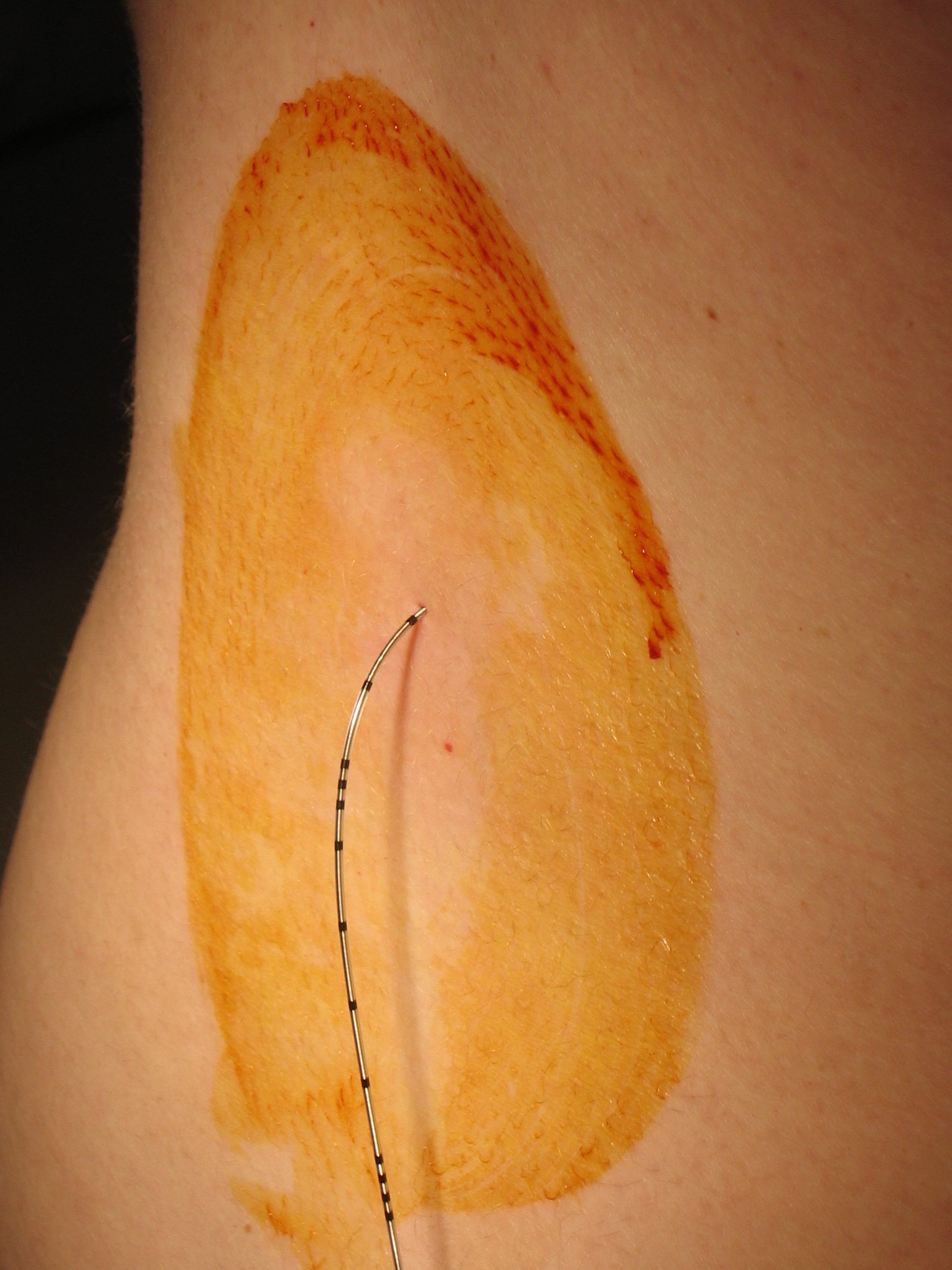
Epidural

L'anestèsia epidural o anestèsia peridural, també coneguda simplement com a epidural consisteix en la introducció d'un anestèsic local en l'espai epidural, bloquejant d'aquesta manera les terminacions nervioses en la seva sortida de la medul·la espinal. Per tant, la seva distribució serà metamèrica, és a dir que s'anestesiarà la zona del cos que correspon als nervis on ha arribat l'anestèsic local que s'hagi injectat. Va ser descoberta l'any 1921, per Fidel Pagés.

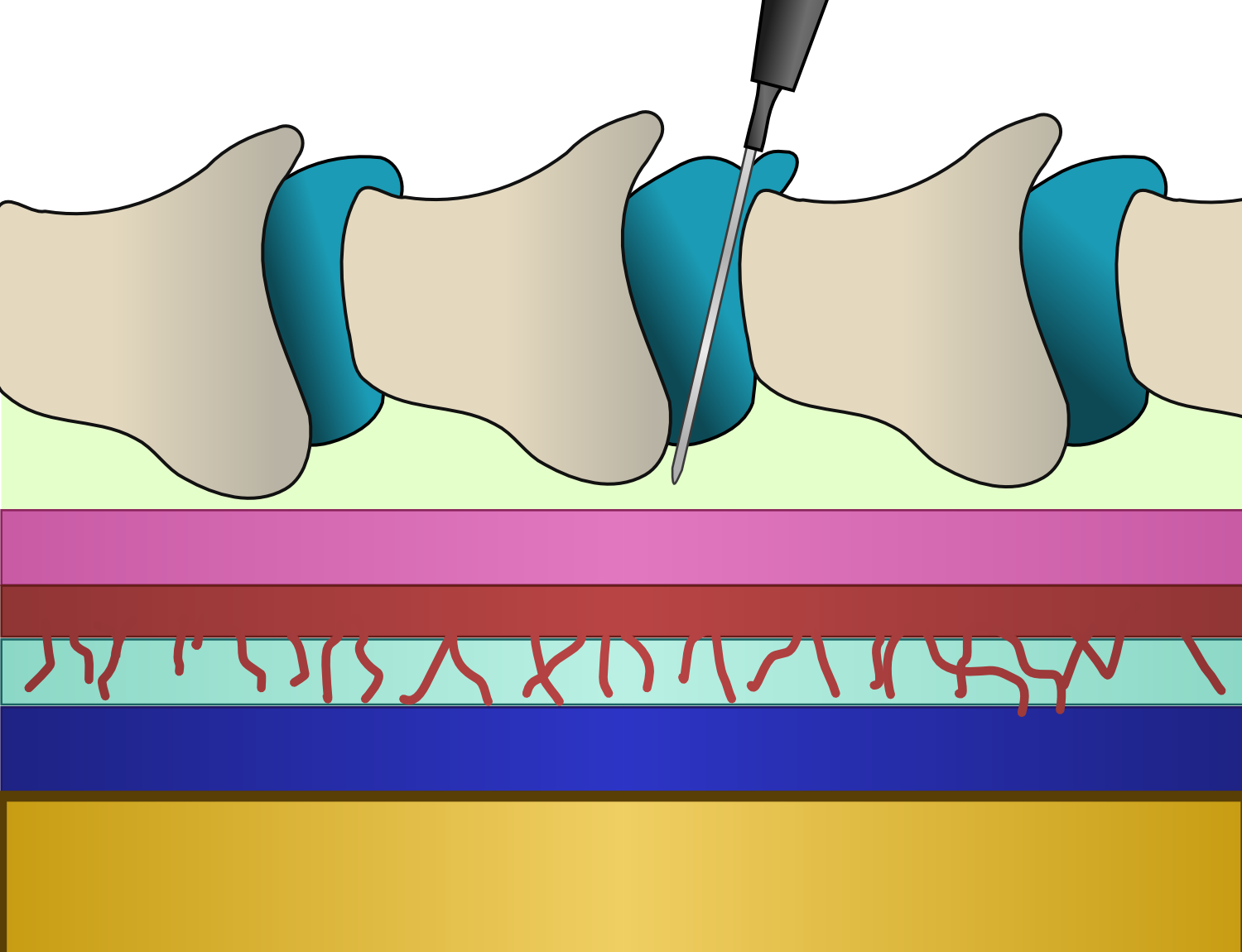
Diagrama representant una secció sagital de la columna vertebral amb la trajectòria de la punció (no està dibuixat a escala)

La tècnica de punció epidural es realitza amb el pacient assegut o en posició de decúbit lateral i es punciona l'espai entre les apòfisis espinoses de les vèrtebres. El nivell de punció està en funció de la zona que es desitja anestesiar. La punció lumbar, que és la més freqüent, es fa en els espais vertebrals entre dues vèrtebres lumbars i s'anestesia la zona abdominal.
L'anestèsia peridural es fa mitjançant diverses tècniques. Totes consisteixen en la cerca de l'espai epidural. Aquest és un espai virtual que es troba per fora de la duramàter. Mitjançant anestèsia de la pell en el lloc de la punció, s'introdueix una agulla connectada a una xeringa amb poca resistència plena d'aire o sèrum fisiològic. Es va introduint l'agulla i es va prement l'èmbol de la xeringa. Mentre es travessa lligaments hi ha una resistència en prémer l'èmbol. Quan s'arriba a l'espai epidural aquesta resistència desapareix i es buida l'aire o el sèrum. Aquest és el signe que s'ha arribat a l'espai epidural (mètode de pèrdua de resistència). En aquest lloc s'introdueix el fàrmac a administrar i el catèter si cal.
Els fàrmacs que s'injecten a l'espai epidural són variats, però principalment són els anestèsics locals. Aquests produeixen un efecte en funció de la dosi administrada. A petites dosis bloquegen les fibres que transmeten el dolor. A dosis més altes produeixen un bloqueig muscular i una paràlisi. I a una dosi encara més gran un bloqueig sensitiu. Altres fàrmacs usats són derivats mòrfics. En els darrers anys s'utilitza l'anestèsia peridural toràcica (en les vèrtebres toràciques).

## Indicacions i contraindicacions
L'anestèsia epidural està indicada per algunes intervencions d'abdomen sobretot a nivell infraumbilical com són les d'hèrnia inguinal, intervencions en testicles o bufeta i parts. En intervencions com la de l'apendicitis no està indicada perquè es pot produir dolor. Respecte a l'anestèsia intradural, té l'avantatge que es pot introduir un catèter a l'espai epidural per on es pot anar reinjectant fàrmac o instaurar una perfusió contínua i perllongada. Per tant, és útil per intervencions llargues o per analgèsia postoperatòria.
Es pot també utilitzar en el part, amb sistemes que permetin a la partera de dosificar ella mateixa, segons les seves necessitats. Té l'avantatge que la dona queda conscient durant el part i pot continuar col·laborant activament i sentir el part, sense dolor excessiu i que permet totes les maniobres obstètriques així com en cas de necessitat, la cesària de recurs. Només és un dels mètodes d'alleujament del dolor, i queda important que la dona embarrassada s'informi sobre les opcions no farmacològiques. L'entorn professional (ginecòlegs, llevadores...) ha de crear un context propici a un part el més normal possible i saber aplicar els mètodes provats científicament per donar un màxim d'opcions a la partera.
L'anestèsia epidural està contraindicada en casos de tatuatges a la zona lumbar en funció de la seva localització i en pacients amb hemorràgia activa, malaltia neurològica, infecció local o sistèmica, alteració de la coagulació o deformitat de la columna vertebral o cirurgia d'esquena prèvia.